# Calathella mangrovei
Calathella mangrovei är en svampart som beskrevs av E.B.G. Jones & Agerer 1992. Calathella mangrovei ingår i släktet Calathella och familjen Marasmiaceae.   Inga underarter finns listade i Catalogue of Life.